# Мисията невъзможна: Възмездие
„Мисията невъзможна: Възмездие“ (на английски: Mission: Impossible – The Final Reckoning) е американски шпионски филм от 2025 г. на режисьора Кристофър Маккуори, който е съсценарист с Ерик Джендресен. Той е продължение на „Мисията невъзможна: Пълна разплата – част първа“ (2023) и осма и последна част от поредицата „Мисията невъзможна“. Том Круз, Хейли Атуел, Винг Реймс, Саймън Пег, Есай Моралес, Пом Клементиеф, Анджела Басет и Хенри Черни повтарят ролите си от предишните си филми, а Холт Маккалани, Джанет Мактиър, Ник Офърман, Хана Уодингам, Трамъл Тилман се присъединяват в състава.
Световната премиера на филма се състои в Токио на 5 май 2025 г., и излиза по кината в САЩ на 23 май 2025 г. от „Парамаунт Пикчърс“.

## Актьорски състав
- Том Круз – Итън Хънт[7]
- Хейли Атуел – Грейс
- Винг Реймс – Лутър Стикъл
- Саймън Пег – Бенджи Дън
- Ванеса Кърби – Алана Мицополис
- Есай Моралес – Гейбриъл
- Пол Клементиеф – Парис
- Хенри Черни – Юджийн Китридж
- Шей Уигъм – Джаспър Бригс
- Анджела Басет – Президента Ерика Слоун
- Грег Тарзан Дейвис – Дегас, партньор на Бригс
- Мариела Гарига – Мари
- Ролф Саксън – Уилям Донлоу
- Холт Маклейни – Бърнщайн, секретаря на защитата
- Ник Оферман – Сидни
- Фредерик Шмидт – Зола Мицополис, брат на Алана

## Премиера
Филмът излиза по кината в САЩ на 23 май 2025 г. Очакваше се филмът да излезе на 5 август 2022 г., 4 ноември 2022 г., 7 юли 2023 г. и 28 юни 2024 г., но датата е непрекъснато отлагана поради коронавирусната пандемия и стачка на „гилдията на актьорите“.